# Antanambe
Antanambe est une commune rurale malgache dans la région d'Ambatosoa.